# Pías (distrito)
Pías é um dos 13 distritos da província de Patáz, localizado na região de La Libertad, no Peru.

## Transporte
O distrito de Pías é servido pela seguinte rodovia:
- PE-10C, que liga a cidade de Huancaspata ao distrito de Chugay[1][2][3]